# エルヴィラ・バルベイ
エルヴィラ・バルベイ（フランス語: Elvira Barbey、1892年8月7日 - 没年不明）は、スイス出身のフィギュアスケート選手（ペア・女子シングル）。パートナーは夫のルイス・バルベイ。1928年サンモリッツオリンピックスイス代表。

## 主な戦績

### ペア
| 大会/年      | 1927-28 | 1933-34 | 1935-36 |
| ------------ | ------- | ------- | ------- |
| オリンピック | 11      |         |         |
| スイス選手権 |         | 1       | 1       |

### 女子シングル
| 大会/年      | 1927-28 |
| ------------ | ------- |
| オリンピック | 19      |